# Moravički upravni okrug
Moravički upravni okrug (ćirilično: Моравички управни округ) se nalazi u središnjem dijelu Srbije. 

## Općine
Moravički upravni okrug sastoji se od četiri općina. 206 naselja od kojih su pet grada i 201 seosko naselje.
Općine su:
- Čačak
- Gornji Milanovac
- Lučani
- Ivanjica

## Stanovništvo
Prema podacima iz 2002. godine u okrugu živi 224.772 stanovnika, od čega 64.092 u središtu okruga gradu Čačku. 
Prema etničkoj pripadnosti stanovništvo čine:
- Srbi 220.880
- Romi 572
- Jugoslaveni 572
- Makedonci 198
- Hrvati 172
- ostali